# Сен-Миельская операция
Сен-Миельская операция (англ. Battle of Saint-Mihiel) — наступление союзных войск во время Первой мировой войны с целью ликвидировать Сен-Миельский выступ и окружить германские войска, проводившееся с 12 сентября по 19 сентября 1918 года. Операция завершилась ликвидацией выступа, однако окружить германские войска союзникам не удалось. Первая самостоятельная операция американских войск в Первой мировой войне.

## Перед наступлением
В связи с принятым планом наступления, союзники продолжали активные действия на Западном фронте. Важнейшей задачей для армий Антанты была задача ликвидировать Сен-Миельский выступ, который образовался в результате весеннего наступления германской армии. Задача ликвидировать и зачистить Сен-Миельский выступ была поставлена перед 1-й американской армией и её командующим генералом Першингом. Также американскую армию в предстоящем наступлении поддерживал 2-й французский колониальный корпус. Планировалось нанести удары по сходящимся направлениям под основание выступа с целью окружения находившихся там германских войск. 
Начало наступления было намечено на 10 сентября, но из-за неготовности французской артиллерии было перенесено на 12 сентября. Союзники сосредоточили 17 пехотных дивизий (из них 3 французские), 2900 орудий, 273 танка и 1100 самолетов. 
Германская армия оборонялась в составе 7 ослабленных дивизий, при 560 орудиях и 200 самолетах. Узнав о планах американских войск, германское командование начало отвод войск на заранее подготовленную позицию в тылу Сен-Миельского выступа, однако начавшееся наступление не позволило завершить эвакуацию.

## Ход наступления

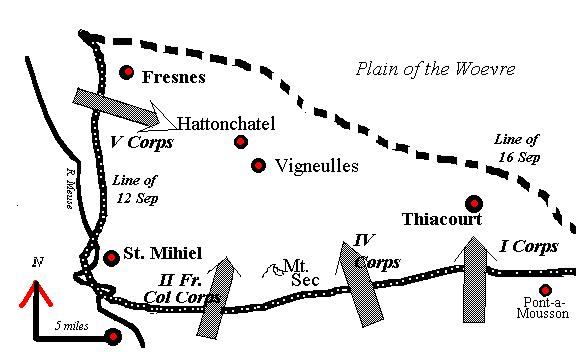
Сен-Миельская операция

12 сентября в 01 час 00 минут артиллерия начала подготовку. В 5 часов утра при поддержке танков началась атака на южном фасе, а в 8 часов на западном фасе Сен-Миельского выступа. Германская оборона оказалась неспособной к сопротивлению, поскольку эвакуация была в самом разгаре, артиллерия уже была вывезена в тыл. 1-й американский корпус достиг цели первого дня до полудня, а цели второго дня — к вечеру второго. Атака 12 сентября прошла настолько хорошо, что Першинг приказал ускорить наступление. К утру 13 сентября 1-я дивизия, наступавшая с востока, соединилась с 26-й дивизией, наступавшей с запада, и к вечеру все объекты на выступе были захвачены, и Сен-Миельский выступ был фактически ликвидирован. 14 и 15 сентября американские дивизии вступили в соприкосновение с новой германской позицией и прекратили наступление. 

## Результаты
В результате операции линия фронта сократилась на 24 км. Германская армия потеряла только пленными 16 000 человек и 400 орудий. Потери американской армии составили около 7 000 человек. Сен-Миельская операция явилась первой самостоятельной операцией американской армии в Первой мировой войне. Несмотря на успех, в ходе операции выявились недостатки американской армии — отсутствие опыта командования, плохое взаимодействие между войсками и т. д. Из-за плохого взаимодействия танков, пехоты и авиации не удалось полностью выполнить окружение германских войск, находившихся в Сен-Миельском выступе.